# Cactus
Cactus er en amerikansk hard rock supergruppe, dannet i 1970.

## Biografi
Cactus blev oprindeligt dannet i slutningen af 1969 af Vanilla Fudge- medlemmerne bassisten Tim Bogert og trommeslageren Carmine Appice med guitaristen Jeff Beck og sangeren Rod Stewart. Kort efter var Beck involveret i et biluheld, som holdt ham ude fra musikscenen i mere end et år og Stewart forlod bandet for at spille med Ronnie Wood i Faces.
Tidligt i 1970 fik Appice og Bogert selskab af blues guitaristen Jim McCarty, som bl.a andet havde spillet med Buddy Miles og sangeren Rusty Day.
Denne besætning indspillede tre albums Cactus, One Way...Or Another og Restrictions før McCarty og Day forlod gruppen. På det fjerde og sidste Cactus album 'Ot 'N' Sweaty var de erstattet med Werner Fritzschings på guitar, Duane Hitchings på keyboards og Peter French, tidligere medlem af (Atomic Rooster) som vokalist.

### Beck, Bogert & Appice
Efter Cactus' opløsning i 1972, dannede Bogert og Appice sammen med den nu raskmeldte Jeff Beck et nyt band Beck, Bogert & Appice. De udgav blot et enkelt studiealbum Beck, Bogert & Appice og et live album (Live In Japan. 26, 1974.

### Senere besætninger
Såvel Duane Hitchings Rusty Day dannede grupper med navnet Cactus i 1970'erne. Det var dog først i juni 2006, at de oprindelige medlemmer Appice, Bogert og McCarty gendannede gruppen med Jimmy Kunes som sanger. De udgav et album Cactus V.
Cactus er blevet nævnt som inspiration for bl.a. Van Halen, Anvil , The Black Crowes, Montrose, og The Black Keys.

## Diskografi

### Studiealbums
- Cactus (1970)
- One Way...Or Another (1971)
- Restrictions (1971)
- 'Ot 'N' Sweaty (1972)
- Cactus V (2006)
- Black Dawn (2016)

### Opsamlinger
- Cactology: The Cactus Collection (1996)
- Barely Contained: The Studio Sessions (2CD, 2004)
- Fully Unleashed: The Live Gigs (2004)
- Fully Unleashed: The Live Gigs Vol. 2 (2007)
- Ultra Sonic Boogie: Live 1971 (2010)
- Cactus/One Way... or Another	Hear No Evil (2013)
- Restrictions/'Ot 'N' Sweaty (2013)

## Eksterne links
- Official website
- Cactus hos Allmusic (engelsk)
- Rock N Roll Universe Interview